# Uteplats

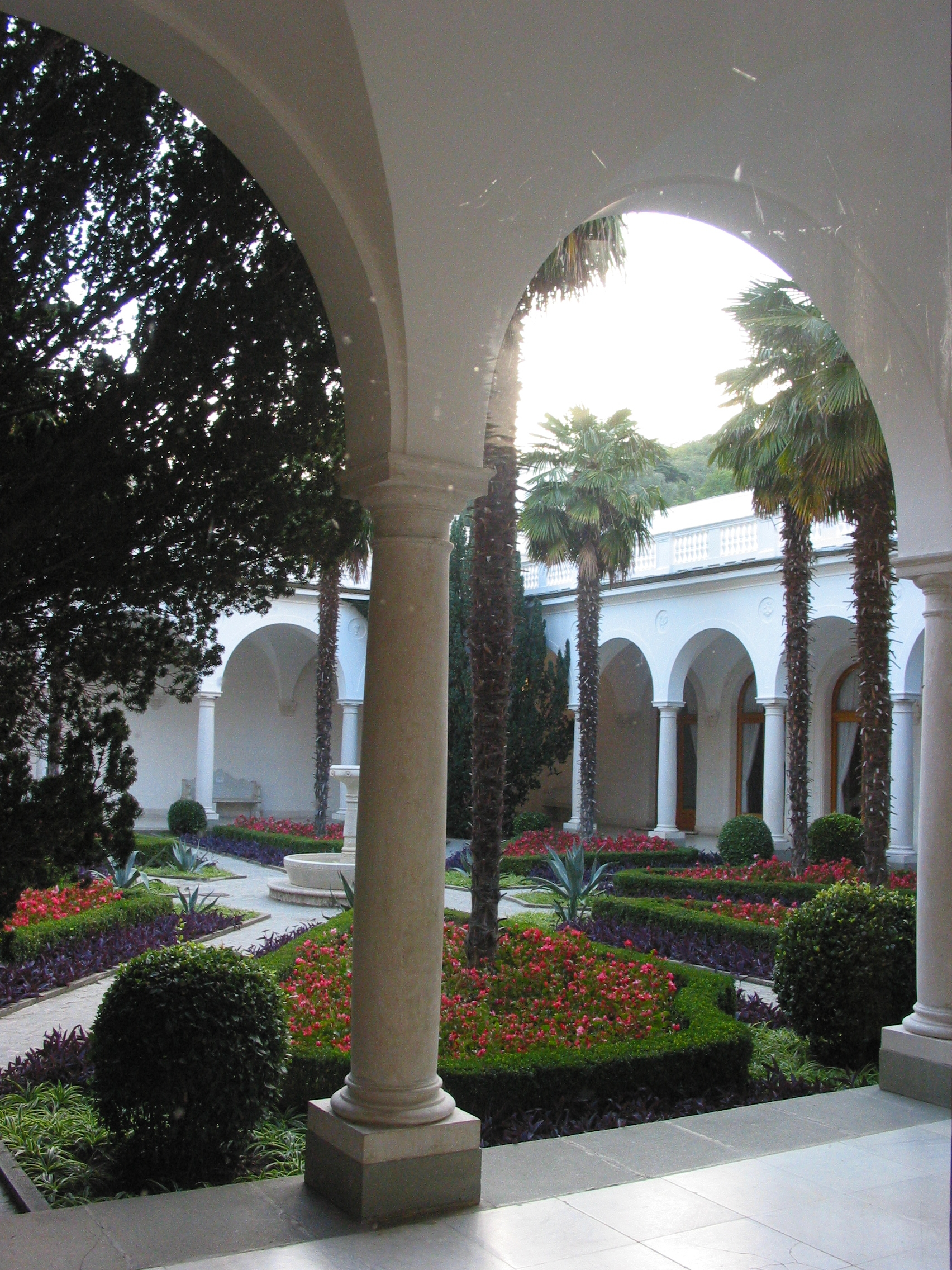
Bild på en uteplats.

En uteplats (på engelska ofta patio, efter spanskans ord för 'gårdsplan') är ett område utomhus och intill ett hus, som normalt används för måltidssammankomster eller rekreation. Antingen kan det vara en spansk variant av det antika romerska atriet, ofta stensatt och med springbrunn, eller så syftar det på ett område mellan en bostad och en trädgård. Det handlar i första hand om en plats vid ett bostadshus.

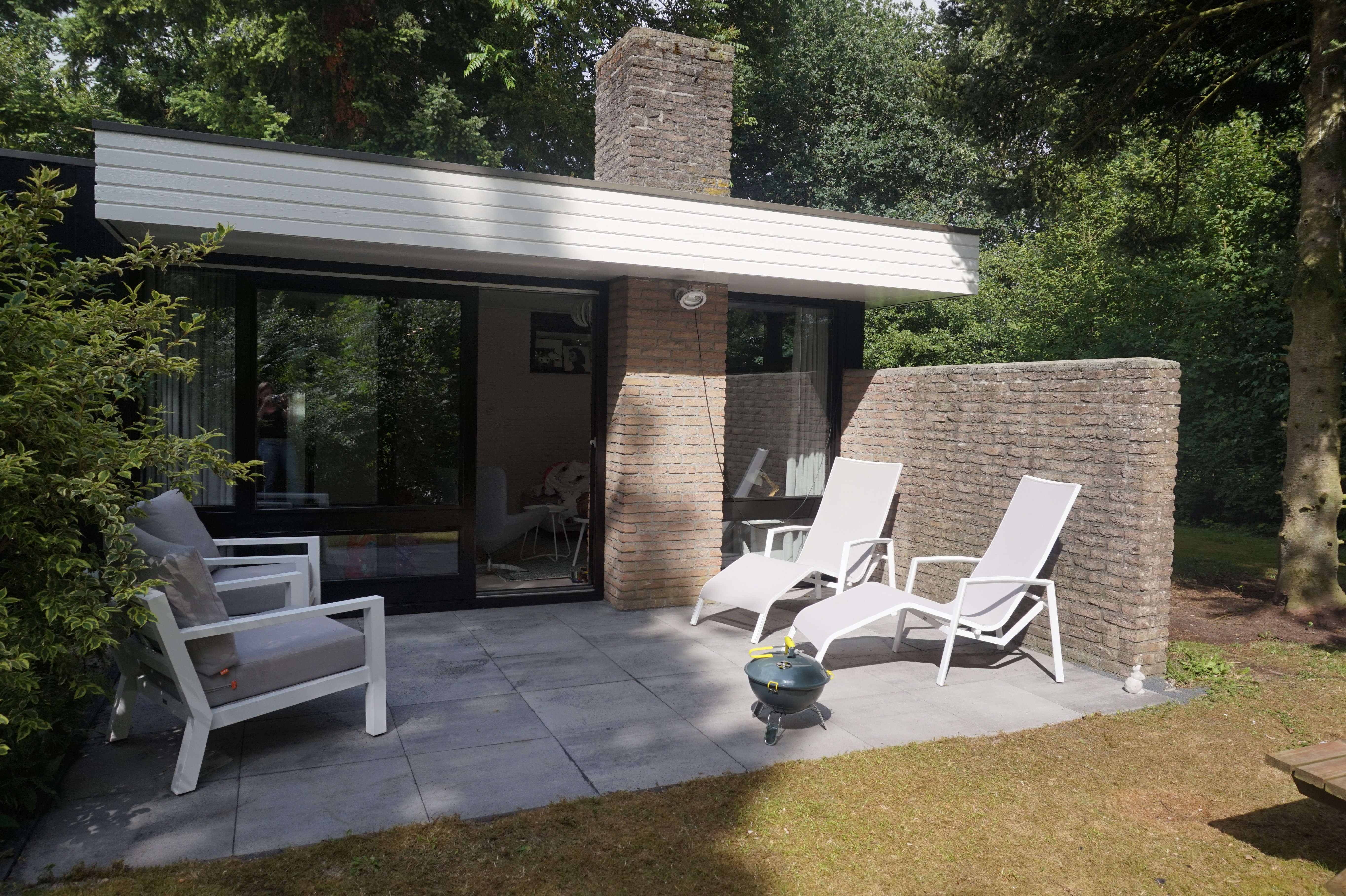
En uteplats utanför ett hem.

## Konstruktion
Uteplatser är oftast belagda med betong- eller stenplattor. De kan också skapas med hjälp av tegelstenar, blockbeläggning, kakel, kullersten eller grus. Andra typer av uteplatsmaterial är alumaträ, aluminium, akryl och glas.
Alternativen för uteplats är betong, mönstrad betong och ballastbetong. Mönstrad betong kostar mer, är känd för att vara hal, kräver att den försluts igen och färgämnen bleknar vanligtvis med tiden. Ballastbetong innehåller exponerade stenar som ger en egen stil.
Andra vanliga uteplatsdetaljer är förstärkning för badtunnor och kompletterande trappsteg närmast huset.

## Olika länder
I Australien har termen patio utökats till att omfatta takstrukturer som en veranda, som ger skydd mot sol och regn. Uttalet kan också variera i Australien: patty-oh är kanske vanligare i allmänhet, även om payshee-oh kan användas av äldre australiensare.

## Uteservering

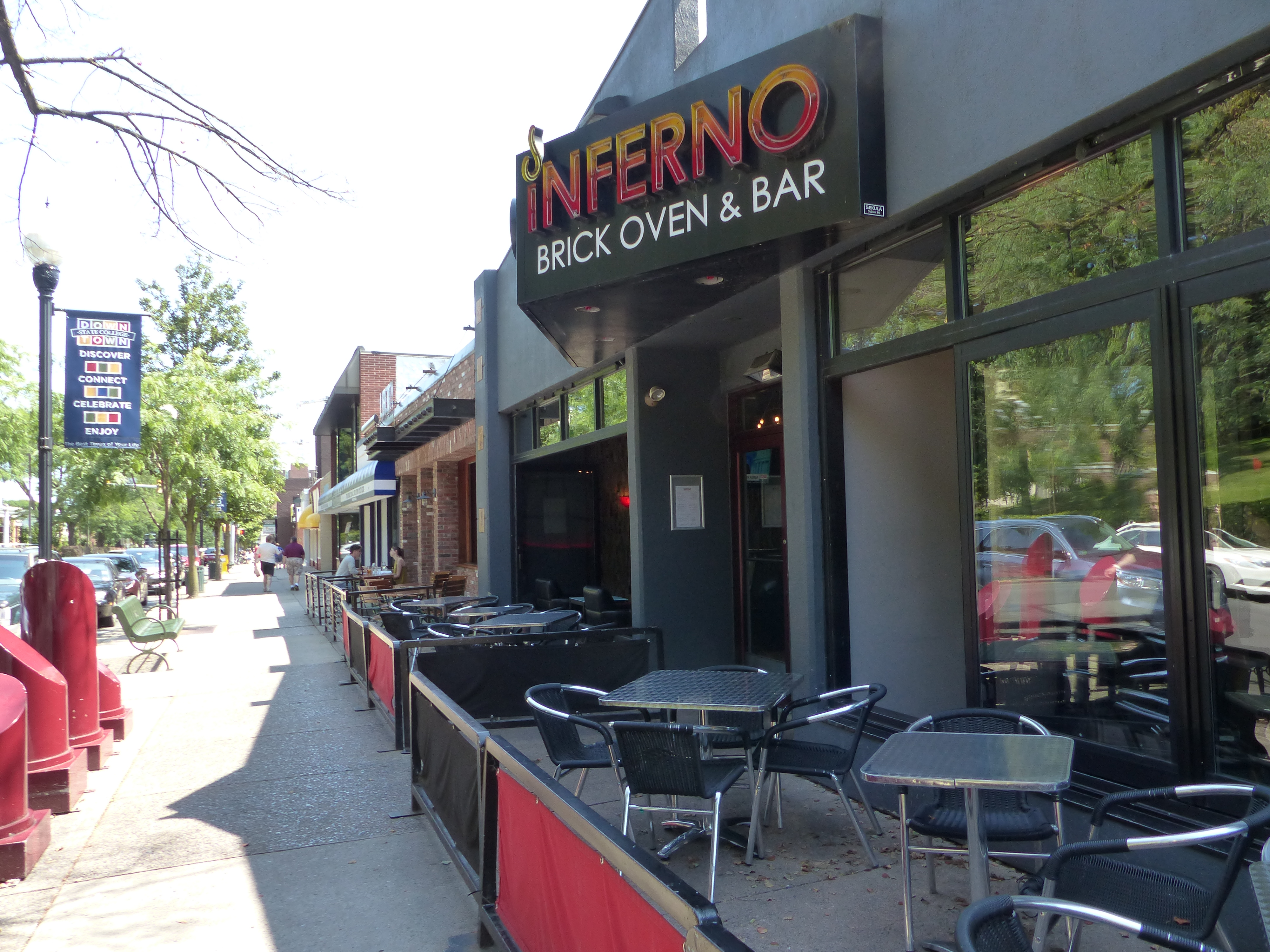
En uteservering på en restaurang i State College, Pennsylvania.

Uteplats är också en allmän term som används för uteservering på restauranger. Även om detta var vanligt i Europa redan före 1900, var det exotiskt att äta utomhus på restauranger i Nordamerika fram till 1940-talet. Hotel St. Moritz i New York marknadsförde sig på 1950-talet som det första riktigt kontinentala kaféet med uteservering. Toronto Star skrev om stadens första uteplats på 1960-talet. I USA, med ett varmare och soligare klimat än i norra Europa, växte uteserveringen snabbt på 1960-talet, och den är idag en populär matupplevelse i de varmare delarna av fastlandet.
Uteplats finns i svensk skrift sedan 1929, medan uteservering första gången förekom i svensk skrift 1918.